# سيد زيان
سيد زيان (17 أغسطس 1943 - 13 أبريل 2016) هو ممثل مصري، عانى من المرض بأواخر حياته ما جعله يبتعد عن التمثيل لفترة طويلة سبقت وفاته.

## عن حياته
ولد في ابو تيج في اسيوط وشارك في مسرحية سيدتي الجميلة وبمبه كشر وغيرهما.
بدأ يعمل في السينما والمسرح، منذ أواخر السيتينات، لمع في مسرحية سيدتي الجميلة، واشتهر سيد زيان بصوته الجميل والقوي، من أعماله في المسرح القشاش.
- من غرائب مشواره الفني إنه كان البطل الأول ونجم الشباك لمسرحياته طوال الثمانينيات والتسعينيات لكنه لم يكن كذلك سينمائيا وتليفزيونيا فكان يقبل الأدوار المساعدة والبعيدة تماما عن البطولة في السينما والتليفزيون.

متزوج وله من الأبناء:
- سامية
- إيمان
- محمد
- حنان
- منى
- داليا
- أيمن

## أعماله

### أفلامه
- البنات والمرسيدس.
- البيه البواب (1987).
- المتسول (1983) .
- ليلة ساخنة (1996)
- غريب في الميناء (1995)
- الجراج
- كروانة (1993)
- ليالي الصبر (1992)
- نصف دسته مجانين (1991)
- قالب:مواقف ساخرة (1990)
- ليس لعصابتنا فرع آخر (1990)
- المزيكاتي (1988)
- احترس عصابة النساء (1986)
- الضائعة (1986)
- شيطان من عسل (1985)
- غضب الحليم (1985)
- عفواً أيها القانون (1985)
- شوارع من نار (1984)
- وداد الغازية(1983)
- نهاية رجل تزوج (1983)
- العسكري شبراوي (1982)
- وكالة البلح (1982)
- بدون زواج أفضل (1978)
- احترسي من الرجال يا ماما: 1975
- امرأتان (1975)....علي
- الكداب (1975)
- أريد حلاً (1975)
- بنت إسمها محمود (1975)
- شبان هذه الأيام (1975)
- يارب توبة (1975)
- العمالقة (1974)
- دنيا (1974)
- أبناء الصمت (1974)
- عجايب يا زمن (1974)
- آنسات وسيدات (1974)
- أبو ربيع (1973)
- شيء من الحب (1973)
- 3 فتيات مراهقات (1973)
- العنيد (1973)
- عماشة في الأدغال (1972)
- العاطفة والجسد (1972)
- نحن الرجال طيبون (1971)
- صراع مع الموت (1970)
- ورد وشوك (1970)
- شبح الماضي (1964)
- الطماعين
- الوزير جاي (1986)
- الفرسان
- اللعيبة
- السكاكيني (1986)
- القناص (1984)
- حظ من السماء (1988)
- دورية نص الليل (1986)
- طابونة حمزة (1984)
- غريب ولد عجيب
- مدرسة المشاغبين (1973)

## مسلسلات
- الرقم المجهول
- العائلة
- رحلة أبو الوفا (مسلسل)
- عمر بن عبد العزيز
- المال والبنون (القص)
- الراية البيضا (المعلم النونو)
- وكسبنا القضية
- الفرسان (مسلسل)
- الزمار (مسلسل) (التمرجي سالم)
- البحث عن الضحية (الأمين محروس)
- ساكن قصادي - الجزء الأول (ياسين البواب - حلقة واحدة)
- أبو قلب دهب (مسلسل) (الحُنين)
- احلى من جدول الضرب (المؤلف حمودة الفنجري)
- الهاربان
- صاحب المِلك (فرحات عباس)
- يوميات نجاتي المسحراتي (نجاتي)
- حصاد الشر
- العائلة «ماسبيرو دراما»[4]

### مسرحياته
- البرشوت
- واحد لمون والثاني مجنون
- سائق التاكسي
- العسكري الأخضر
- الفهلوي
- مين ما يحبش زوبا
- خد الفلوس واجري
- أبوزيد
- الساهي واللومنجي
- القشاش
- سيدتي الجميلة
- الغبي وأنا
- لعبة جواز
- الورثة
- البيه السباك
- الحرامية
- عشرة على عشرة
- زوج على نار هادئة
- زيارة بعد نص الليل
- رجل آيل للسقوط
- كحيون ربح المليون
- تيجي تصيده

## الوفاة
توفي في الثالث عشر من شهر أبريل / نيسان من عام 2016 بعد صراعٍ مع المرض.

## روابط خارجية
- سيد زيان على موقع IMDb (الإنجليزية)
- سيد زيان على موقع الدهليز
- سيد زيان على موقع قاعدة بيانات الأفلام العربية
- سيد زيان على موقع ألو سيني (الفرنسية)
- سيد زيان على موقع قاعدة بيانات الفيلم (الإنجليزية)
- سيد زيان على موقع كينوبويسك (الروسية)